# Maigret zögert
Maigret zögert (französisch: Maigret hésite) ist ein Kriminalroman des belgischen Schriftstellers Georges Simenon. Er ist der 68. Roman einer Reihe von insgesamt 75 Romanen und 28 Erzählungen um den Kriminalkommissar Maigret. Der Roman entstand vom 24. bis 30. Januar 1968 in Epalinges und erschien im gleichen Jahr beim Verlag Presses de la Cité. Die erste deutsche Übersetzung von Hansjürgen Wille und Barbara Klau publizierte 1970 Kiepenheuer & Witsch im Sammelband mit Maigret und der Mörder sowie Maigret und sein Jugendfreund. 1982 veröffentlichte der Diogenes Verlag eine Neuübersetzung von Annerose Melter.
Per anonymem Brief wird Kommissar Maigret ein Mord angekündigt. Schnell führt ihn das Briefpapier in das herrschaftliche Haus eines Anwalts. Maigret befragt Familie und Angestellte, doch ohne konkrete Anhaltspunkte zögert der Kommissar, jemanden zu verdächtigen. Er postiert seine Inspektoren vor dem Gebäude, obwohl er fürchtet, dass diese den Mord nicht werden verhindern können.

## Inhalt

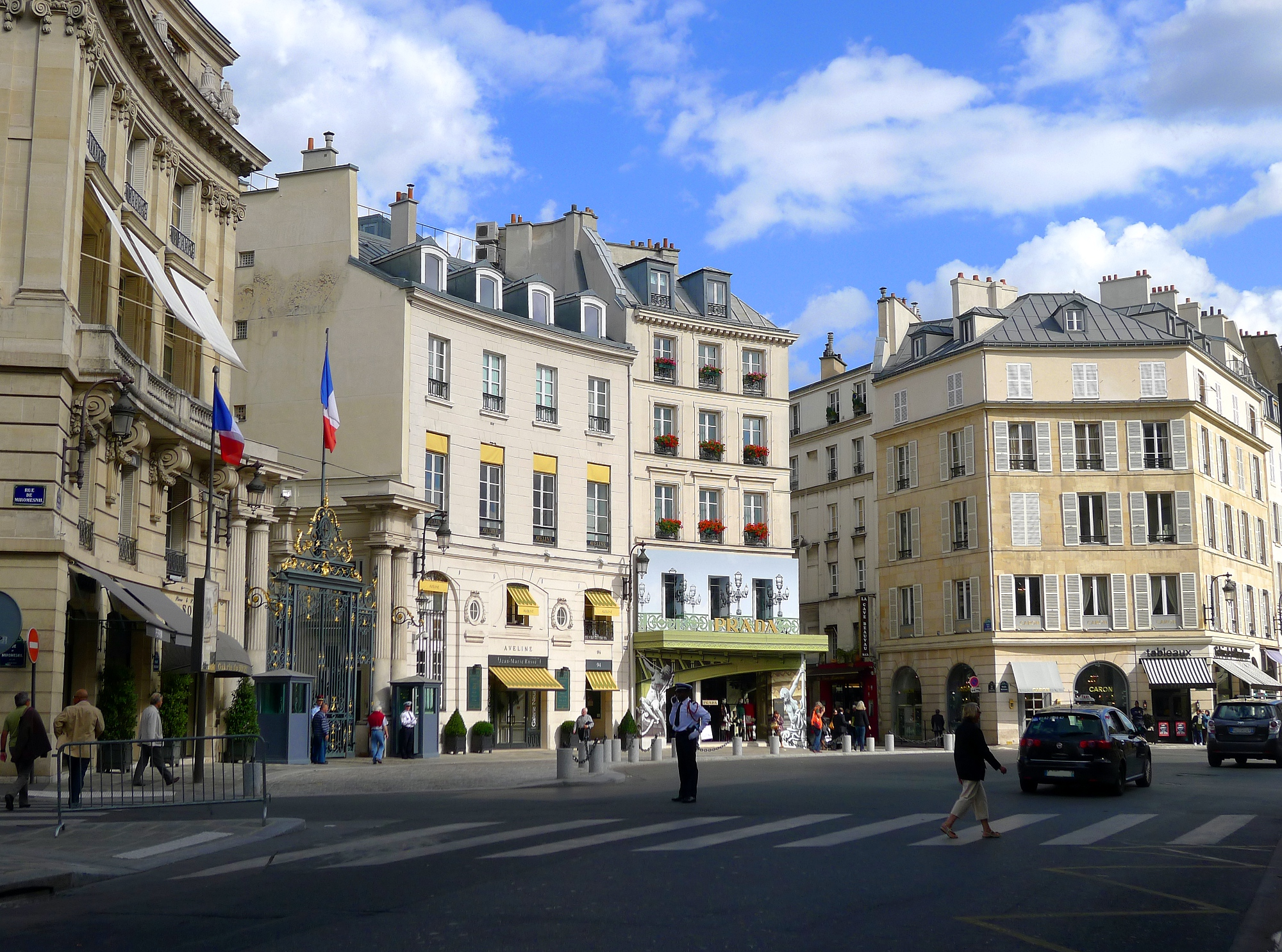
Place Beauvue in der Nähe der Avenue de Marigny im 8. Arrondissement von Paris

Es ist der 4. März, und in Paris ist erstmals der Frühling zu spüren. Am Quai des Orfèvres trifft ein anonymer Brief ein, der verkündet: „Ein Mord wird demnächst begangen werden, wahrscheinlich schon in den nächsten Tagen. Vielleicht von jemandem, den ich kenne, vielleicht vor mir selbst.“ Weitere Briefe mit Details werden angekündigt, doch obwohl der Briefkopf abgetrennt ist, führt Maigret das gleichermaßen teure wie seltene Briefpapier schnell in ein Haus in der Avenue Marigny. Es ist das Haus des ehemaligen Präsidenten des Kassationsgerichts Gastin de Beaulieu. Nach seiner Pensionierung leben hier seine Tochter und ihr Ehemann Émile Parendon, ein auf Seerecht spezialisierter Rechtsanwalt.
Der 46-jährige Parendon, der auf Maigret den Eindruck eines intelligenten Gnoms macht, zeigt sich wenig beeindruckt von dem anonymen Brief. Viel lieber möchte er mit Maigret über sein Steckenpferd reden, den Artikel 64, der im französischen Strafrecht die Schuldunfähigkeit regelt. Parendons Auffassung nach ist kein Mensch jemals völlig verantwortlich für seine Taten. Einen ganz anderen Eindruck als ihr verschrobener Ehemann macht Madame Parendon, eine attraktive, weltgewandte Gesellschaftsdame. Die Ehepartner haben sich einander entfremdet. Émile kapselt sich von den geselligen Aktivitäten seiner Frau ab, diese hält ihn für geistesgestört. Das Paar hat zwei Kinder, 18 und 15 Jahre alt, die Bambi und Gus genannt werden. Neben den Hausangestellten arbeiten in Parendons häuslicher Kanzlei noch der ehrgeizige Referendar René Tortu, der Schweizer Julien Baud, der sich in Paris als Bürogehilfe durchschlägt, und die junge Sekretärin Antoinette Vague. Diese war einst mit Tortu liiert, gibt aber nun offen zu, die Geliebte Parendons zu sein, den sie, ungeachtet seiner wenig eindrucksvollen Erscheinung, bewundert.
Maigret ist sich unschlüssig, was er von dem angekündigten Verbrechen halten soll und ob nicht alles bloß ein Scherz ist. Doch es treffen weitere Briefe ein, die sein Vorpreschen rügen und im Ton dringlicher gehalten sind. So lässt Maigret das Haus durch seine Inspektoren Lapointe und Janvier bewachen, ohne rechten Glauben, damit mögliche Geschehnisse im Innern aufhalten zu können. Und tatsächlich gibt es am nächsten Morgen eine Tote: Antoinette Vague wurde mit einem Radiermesser die Kehle durchgeschnitten. Bei den anschließenden Befragungen entlarvt Maigret zuerst Gus als Autor der anonymen Briefe. Der Junge wusste um die Spannungen zwischen seinen Eltern und hatte Angst um seinen Vater, den er zu schwach wähnte, sich ohne Hilfe zu verteidigen. Durch Aussagen von Nachbarn wird Madame Parendon des Mordes überführt. Sie plante eigentlich, ihren Mann umzubringen, tötete im letzten Moment aber statt seiner die junge Geliebte im Wissen, ihn damit noch stärker zu treffen. Nun ist es sie, die mit Schrecken der Untersuchung ihrer geistigen Zurechnungsfähigkeit entgegen sieht.

## Interpretation
Ähnlich wie in Maigret hat Skrupel handelt es sich auch bei Maigret zögert um einen ungewöhnlichen Kriminalroman, bei dem die Ermittlungen der eigentlichen Tat vorausgehen. Als Maigret den Mord dennoch nicht verhindern kann, mischt sich seine Sympathie für die junge Sekretärin mit Gewissensbissen, die so weit gehen, dass der Kommissar aus Kummer seinen Pfeifenstiel zerbeißt. Der Fall führt den Kommissar in das Milieu des Hochbürgertums. Doch sowohl Milieu als auch die Studie einer Person, die ihre eigenen psychischen Störungen auf andere überträgt, treten laut Michel Lemoine im Roman in den Hintergrund gegenüber dem Hauptthema: der Erörterung des Artikels 64.
Der Artikel 64 wird im Roman zitiert als: „Ein Verbrechen oder ein Vergehen liegt nicht vor, wenn der Angeklagte zum Zeitpunkt der Tat im Zustand der Geistesgestörtheit war oder wenn ihn eine Kraft dazu trieb, der er sich nicht widersetzen konnte.“ Parendon möchte diesen Artikel reformieren, denn er glaubt nicht, „dass ein menschliches Wesen jemals völlig verantwortlich ist.“ Daraus resultiert seine Weigerung, andere Menschen zu hassen, an der er auch festhält, als er von der Tat seiner Frau erfährt. In Parendons Erklärung, nichts gegen die Bedrohung durch seine Frau unternommen zu haben, weil er eines Tages entschied, alle Konsequenzen seiner Heirat und Lebensweise zu tragen, entdeckt der Kommissar allerdings einen Widerspruch zu seinen Überzeugungen: Offensichtlich habe Parendon für sein Leben ja eine eigenverantwortliche Entscheidung getroffen. Maigrets Haltung zur Frage der Verantwortlichkeit bleibt offen. Erst am Ende des Romans lässt ihn die Tatsache, dass es nun an den Psychiatern ist, über Madame Parendon zu urteilen, den Abbruch seines Medizinstudiums nicht länger bedauern. Denn so trägt er nicht die Bürde der Ärzte, am Ende des Falles zu entscheiden. Bereits bei ihrer ersten Begegnung hatte er Parendon gestanden: „Ich bin froh, kein Richter zu sein. So brauche ich nicht zu urteilen…“
Die Frage nach der Verantwortung des Menschen hat Simenon in seinem Werk wiederholt aufgeworfen, so etwa in Maigret hat Skrupel und Maigret und der Messerstecher. Die Diskussion zwischen Maigret und Parendon über den Artikel 64 setzt ähnliche Unterhaltungen zwischen Maigret und seinem Freund, dem Doktor Pardon, in Maigret stellt eine Falle und Maigrets Geständnis fort. Stanley G. Eskin weist darauf hin, dass der Anwalt in Maigret zögert nicht zufällig Par(en)don heißt. Die intensive Auseinandersetzung mit dem Artikel 64 spiegelt sich auch in Simenons Befragung durch fünf Psychiater, die im Band Simenon auf der Couch veröffentlicht wurde. Dort verkündete der Autor: „Seit dreißig Jahren kämpfe ich für diesen berüchtigten Artikel 64, in dem es darum geht, festzustellen, ob ein Mensch tatsächlich verantwortlich ist oder nicht.“ Und später prophezeite er: „In einigen Jahren werden nicht mehr die Richter und die Geschworenen über das Schicksal des Verbrechers entscheiden, sondern Ausschüsse, die sich aus Ärzten, Psychiatern und Psychologen zusammensetzen.“

## Rezeption
Die Zeitschrift Best Sellers urteilte 1970, Maigret zögert sei „möglicherweise nicht ganz so packend wie einige der früheren Abenteuer des Inspektors, aber es ist dennoch höchst faszinierend“. Murielle Wenger lobte an dem Roman die faszinierende Galerie seiner Figuren ebenso wie den Detailreichtum, der von Maigrets Erinnerungen, seinen Eindrücken und Wahrnehmungen bis zu Beschreibungen seiner Methode reiche. Der Roman schreie regelrecht nach einer Verfilmung, und es sei wenig überraschend, dass die Episode Maigret chez les riches zur erfolgreichsten in der Maigret-Serie mit Bruno Cremer geworden sei.
Die Romanvorlage wurde dreimal verfilmt: im Rahmen der Fernsehserien Les Enquêtes du commissaire Maigret mit Jean Richard (1975), Boris Tenin (1981) und der erwähnten Serie mit Bruno Cremer (2000). Im Jahr 1989 produzierte der WDR ein Hörspielumsetzung unter der Regie von Dieter Carls. Neben Charles Brauer als Maigret sprachen unter anderem Charles Wirths, Karin Anselm und Herbert Bötticher. Im Jahr 2018 erschien beim Audio Verlag eine Hörbuchlesung von Walter Kreye.

## Ausgaben
- Georges Simenon: Maigret hésite. Presses de la Cité, Paris 1968 (Erstausgabe).
- Georges Simenon: Maigret und der Mörder. Maigret und sein Jugendfreund. Maigret zögert. Übersetzung: Hansjürgen Wille, Barbara Klau. Kiepenheuer & Witsch, Köln 1970.
- Georges Simenon: Maigret zögert. Übersetzung: Hansjürgen Wille, Barbara Klau. Heyne, München 1971.
- Georges Simenon: Maigret zögert. Übersetzung: Annerose Melter. Diogenes, Zürich 1982, ISBN 3-257-20757-3.
- Georges Simenon: Maigret zögert. Sämtliche Maigret-Romane in 75 Bänden, Band 68. Übersetzung: Annerose Melter. Diogenes, Zürich 2009, ISBN 978-3-257-23868-6.
- Georges Simenon: Maigret zögert. Übersetzung: Hansjürgen Wille, Barbara Klau. Kampa, Zürich 2018, ISBN 978-3-311-13068-0.